# Virginia Beach Open
Il Virginia Beach Open è stato un torneo di tennis facente parte del Grand Prix giocato nel 1977 a Virginia Beach negli Stati Uniti su campi in terra verde.

## Albo d'oro

### Singolare
| Anno | Campione        | Finalista    | Punteggio     |
| ---- | --------------- | ------------ | ------------- |
| 1977 | Guillermo Vilas | Ilie Năstase | 6–2, 4–6, 6–2 |

### Doppio
| Anno | Campioni                      | Finalisti                       | Punteggio |
| ---- | ----------------------------- | ------------------------------- | --------- |
| 1977 | Patrice Dominguez Ray Ruffels | Francisco González John McEnroe | 6–4, 6–3  |